# Журбін Олексій Іванович

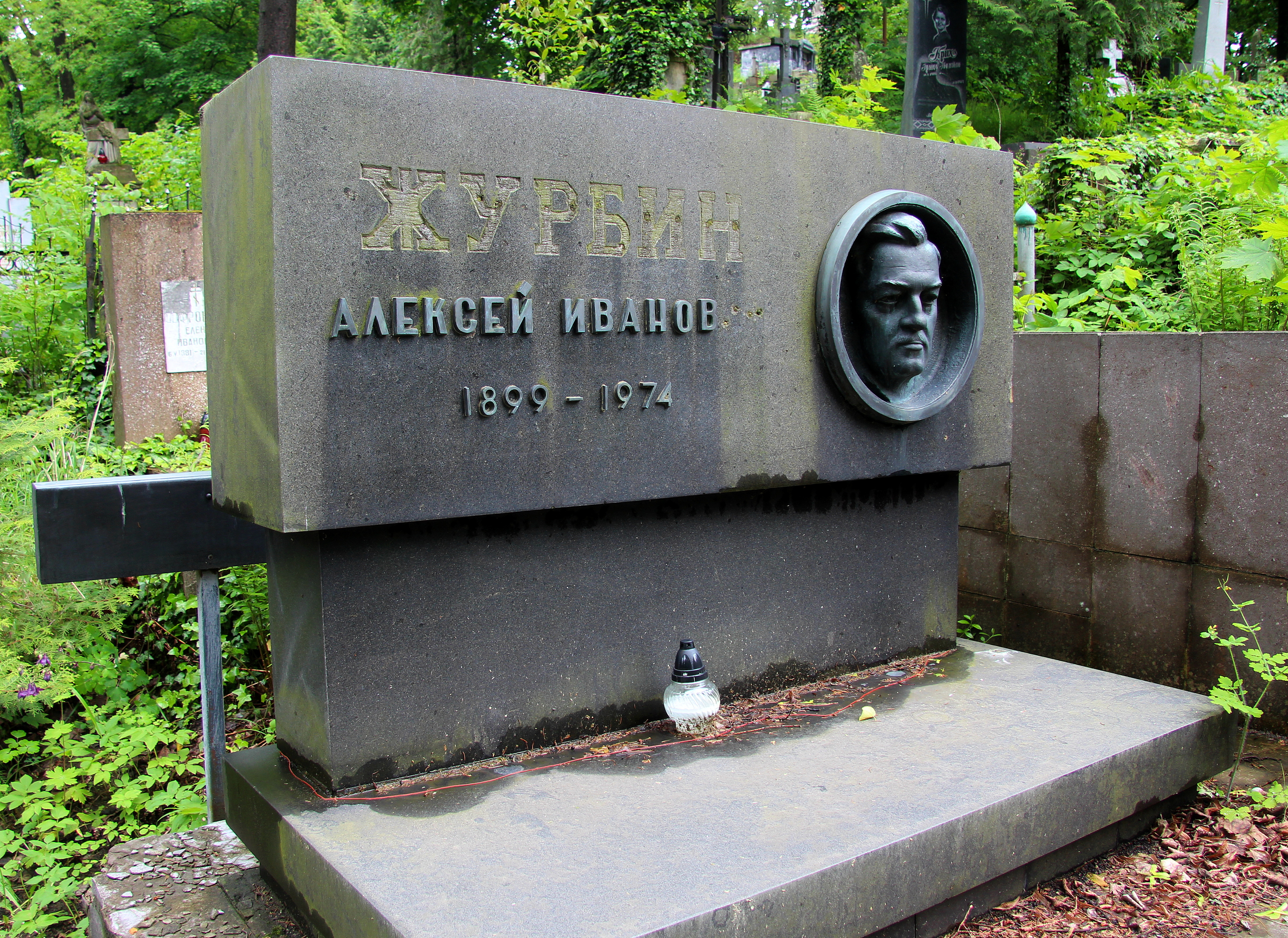

Олексій Іванович Журбін (05(17).03.1899, с. Козельщина, сучасне смт у Полтавській обл. — 13.04.1974, Львів) — український радянський ботанік-генетик, селекціонер. Доктор біологічних наук (1956), професор (1957). Був радикальним послідовником руху толстовців. 

## Життєпис
Народився в родині залізничника. Навчався у реальному училищі в Полтаві (1917). Вступив до Харківського сільськогосподарського інституту, де навчався 1918—1920 рр. 
Ідеями толстовців захопився у Полтаві під впливом відомого активіста руху Івана Горбунова-Посадова, якого у 1921 р. скерували туди на боротьбу з голодом. В той час Олексій був керівником Полтавського осередку бой-скаутів, у 1922 очолив Полтавське товариство Друзів Всезагального миру. Згодом одружився з дочкою Горбунова-Посадова Катериною. 
Навчання продовжував у Москві в Тимірязєвській академії на аграрному факультеті. Під час навчання очолював молодіжний гурток при Московському вегетаріанському товаристві, згодом став секретарем Товариства. Відігравав активну роль у толстовському русі. 
В ході більшовицьких репресій проти толстовців 31 березня 1927 р. арештований у Москві і 24 липня 1927 засланий на 3 роки в м. Тургай, тепер Республіка Казахстан. Наступного року влаштувався лаборантом відділу селекції рослин Ташкентського відділення Інституту прикладної ботаніки (1928–1930). По закінченні терміну працював науковим співробітником цитоанатомічної лабораторії Ташкентського НДІ бавовни (1930–
1931), за сумісництвом — лаборантом кафедри ботаніки Середньоазійського державного  університету в Ташкенті. 
У 1932 переїхав до м. Козлова (того року перейменованого в Мічурінськ; тепер Тамбовської області), де упродовж 1932—1933 завідував лабораторією цитогенетики Селекційно-генетичної станції плодових культур Івана Мічуріна (нині Всеросійський науково-дослідний інститут генетики і селекції плодових рослин імені І. В. Мічуріна), а за сумісництвом викладав у Садово-городньому інституті (нині Мічурінський державний аграрний університет). У 1933—1934 завідував сільськогосподарськими лабораторіями Московського обласного управління виправно-трудових установ. У 1934—1936 завідував кафедрою ботаніки Плодоовочевого інституту ім. І. Мічуріна (перейменований Садово-городній інститут; нині Мічурінський державний аграрний університет) в м. Мічурінську. 
У 1936—1937 працював старшим науковим співробітником Московського НДІ буряківництва. Остерігаючись арешту, повернувся до Ташкента в НДІ бавовництва завідувачем цитологічної лабораторії (1937—1940), а за сумісництвом читав лекції в Ташкентському інституті цитогенетики. У 1940 обраний доцентом Ташкентського педагогічного інституту (1940—1941). В роки війни працював старшим науковим співробітником Інституту ботаніки Узбецької РСР (1941—1944). 
Після деокупації УРСР у 1944 скерований доцентом кафедри генетики Київського університету (1944—1946), а 1946 — до Львова завідувачем кафедрою селекції Львівського сільськогосподарського інституту (1946—1948), паралельно керував лабораторією Львівського віділлення НДІ лісівництва АН УРСР. Упродовж 1949—1970 завідував кафедрою біології Львівського медичного інституту. 
У 1952 р. вступив у докторантуру Інституту ботаніки АН СРСР, по завершенні якої захистив 1956 докторську дисертацію на тему «Ботаніко-географічне обґрунтування районування і шляхи покращення сортів картоплі у західних областях УРСР», здобувши звання доктора біологічних наук. 
Звільнившись з посади завідувача за станом здоров'я, працював професором-консультантом кафедри біології Львівського медичнного інституту (1970—1972). 
Помер у Львові. Похований на Личаківському цвинтарі (поле № 17 біля головної алеї). На могилі — пам'ятник із чорного мармуру з бронзовим медальйоном-портретом роботи скульптора Анатолія Галяна. 

## Наукова діяльність
Досліджував цитогенетику рослин, зокрема індукування поліплоїдії в експерименті; ботанічно-географічне районування і поліпшення сортів картоплі в західних областях України; виведення нових гібридів декоративних рослин для озеленення міст; удосконалення методів йодування рослинних харчових продуктів для профілактики ендемічного зобу та атеросклерозу.
Автор близько 50 наукових праць, серед яких 2 монографії та 2 підручники. Підготував п'ять кандидатів наук.
Основні праці: 
- Строение и развитие хлопчатника
- Экспериментальная полиплоидия
- Полиплоиды хлопка, полученные посредством колхицина
- Ботанико-географическое обоснование районирования и пути улучшения сортов картофеля в западных областях УССР